# Monastero Bormida
Monastero Bormida är en ort och kommun i provinsen Asti i regionen Piemonte i Italien. Kommunen hade 917 invånare (2018).